# 猪毛蒿
猪毛蒿（学名：Artemisia scoparia）为菊科蒿属的植物。分布于匈牙利、印度、欧洲、日本、巴基斯坦、俄罗斯、朝鲜、土耳其、伊朗、阿富汗以及中国大陆遍及全国等地，生长于海拔2,800米至4,000米的地区，一般生长在路旁、黄土高原、林缘、荒漠边缘地区都有、草原、半干旱、半温润地区的山坡和局部地区构成植物群落的优势种，目前尚未由人工引种栽培。

## 别名
石茵陈、山茵陈、西茵陈、北茵陈（本草纲目），野同蒿、白蒿（救荒本草、植物名实图考），扫帚艾（广州植物志），土茵陈（南方省区俗称）、东北茵陈蒿（东北、华北省区俗称），滨蒿（西北省区俗称），白头蒿（河北），香蒿（河北陕西），臭蒿（河北、内蒙古），米蒿（内蒙古），棉蒿、沙蒿（山西），白毛蒿、灰毛蒿、毛滨蒿（吉林），黄蒿（内蒙古、黑龙江、吉林），小白蒿（陕西），迎春蒿、黄毛蒿（甘肃），白茵陈、白青蒿同、毛毛蒿（四川），绒蒿（广西），“阿各弄”、“伊麻干-沙里尔日”、“雅曼-沙里尔日”（蒙语名），“亚布泉”（维吾尔语名），“阿仲”（四川西部藏语名），“察尔旺”（青海藏语名）